# Castillo de Highclere

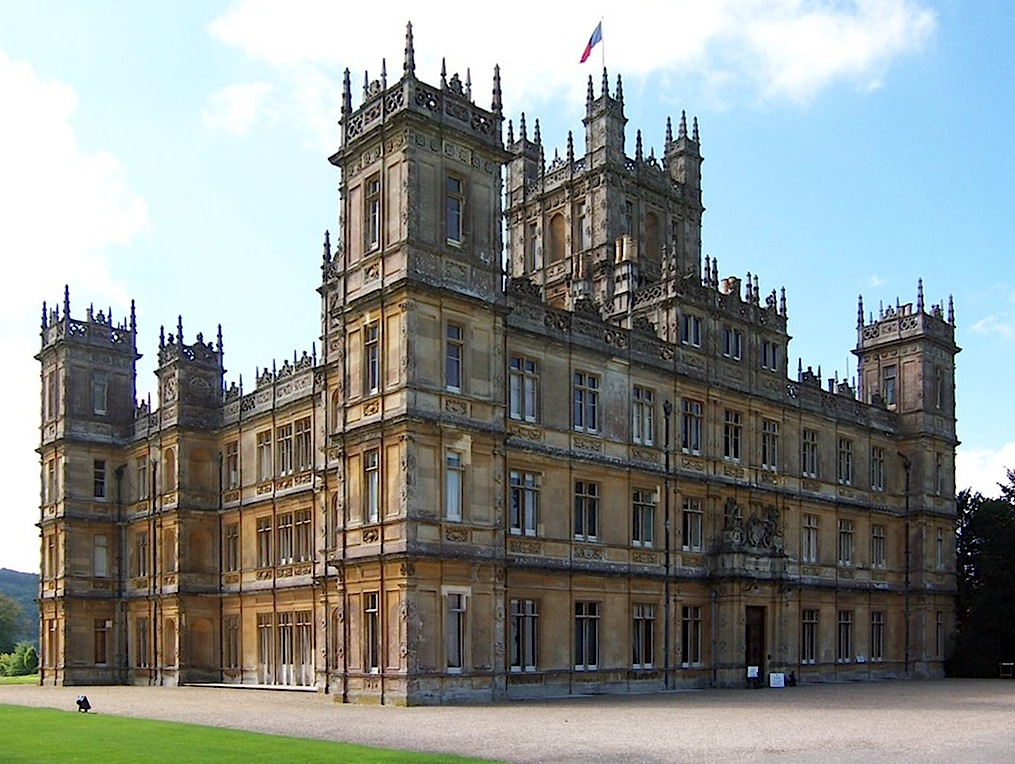
Castillo de Highclere.

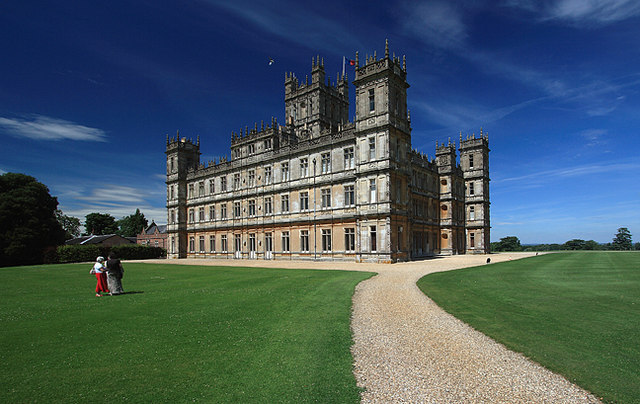
Vista desde el camino.

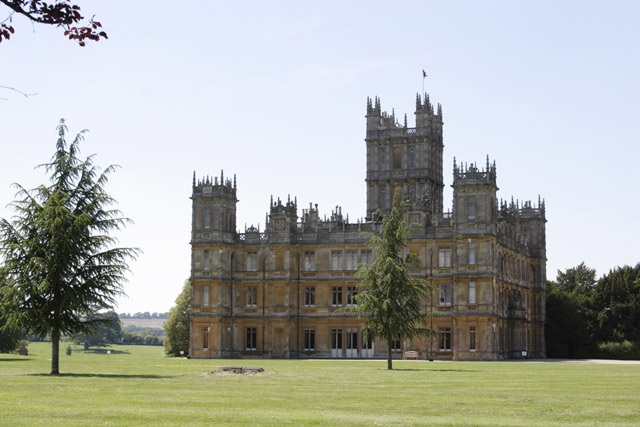
Vista desde los jardines.

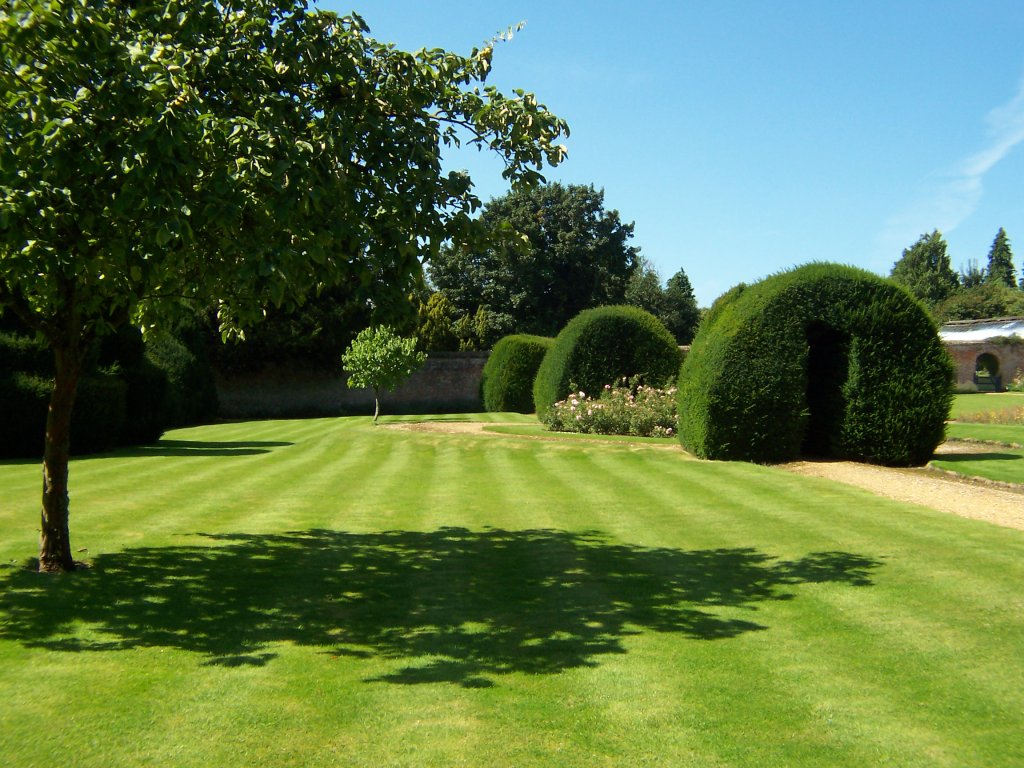
Desde las franjas de césped, topiaria.

El castillo de Highclere es una mansión de campo victoriana de estilo Isabelino, con un parque diseñado por Capability Brown, ubicada en el condado de Hampshire (Inglaterra). Las 2.000 hectáreas de terreno de la finca (20 kilómetros cuadrados) que ocupa el castillo están al sur de Newbury, condado de Berkshire. Es la casa de campo de la familia Herbert, condes de Carnarvon; además es la mansión más grande de Hampshire.

## Historia
El castillo actual se levanta en el lugar donde antes hubo otra casa, que a su vez se construyó sobre los cimientos del palacio medieval de los obispos de Winchester, que fueron propietarios de estas tierras desde el siglo VIII. En 1692, Robert Sawyer, un abogado y amigo de Samuel Pepys, legó una mansión en Highclere a su única hija, Margaret. Su segundo hijo, Robert Herbert, que heredó Highclere, empezó a formar su colección de cuadros, y creó los templetes del jardín. Su sobrino Henry Herbert fue nombrado barón de Porchester y primer conde de Carnarvon por el rey Jorge III.
En esos años, la casa era una mansión cuadrada clásica, pero fue remodelada y reconstruida para el tercer conde por sir Charles Barry entre 1839 y 1842, después de que este terminara de construir las Casas del Parlamento. Fue construida en estilo Alto Isabelino y su fachada está hecha con piedra de Bath.
El término “Alto Isabelino” con el que se tilda al estilo de la mansión se refiere a la arquitectura inglesa de finales del siglo XVI y principios del XVII, cuando el estilo Tudor tradicional estaba siendo desafiado por las nuevas tendencias del Renacimiento italiano. Durante el siglo XIX hubo un movimiento neorrenacentista, del que Charles Barry fue un gran exponente.
Barry se inspiró en la arquitectura renacentista de Italia y fue muy bueno trabajando en dicho estilo, lo que en el siglo XIX se conoció como arquitectura italianizante. Su trabajo en Cliveden está considerado como una de sus obras maestras. En Highclere, sin embargo trabajó con el estilo neorrenacentista inglés, al que añadió motivos del estilo italianizante. Esto es notable en las torres que son más ligeras y refinadas que las de la otra gran mansión de estilo neorrenacentista inglés, las Torres Mentmore, construidas en la misma época. Esta fuerte influencia italianista ha conducido a que se describa a la mansión como edificio italianista.
La valla exterior está decorada con cornisas, algo típico en la arquitectura renacentista. El tema renacentista es evidente en todo el castillo. Curiosamente también en el gran salón, que como pasa en Mentmore está sobre un patio central, completado con arcadas y logias. Sin embargo, en un intento de que se pareciera a un gran salón inglés medieval, Barry mezcló estilos introduciendo en el italianista influencia gótica, la cual se nota en los arcos apuntados. Esta mezcla de estilos era común en este período y no se habría podido encontrar en una casa genuinamente isabelina.
Aunque las alas norte, este y sur estaban completas para cuando murieron tanto el conde en 1849 como sir Charles Barry en 1852, el interior del ala oeste todavía estaba lejos de completarse. El 4.º barón eligió al arquitecto Thomas Allen, que había trabajado con Barry, para supervisar los trabajos del interior del castillo, que fue completado en 1878.
El primer barón reconstruyó el parque siguiendo los planos diseñados por Capability Brown entre 1774 y 1777, recolocando en el pueblo en el proceso (los restos de la iglesia de 1689 están en la esquina occidental del castillo). El famoso coleccionista de semillas del siglo XVIII, el obispo Stephen Pococke, era su amigo y trajo semillas de cedro libanés cuando volvió de un viaje al Líbano. Estos magníficos árboles se pueden ver hoy en día en el jardín. En los terrenos existen varias estructuras que engañan al ojo. Al este de la casa está el Templo, una extraña estructura erigida después de 1743 con columnas corintias procedentes de Devonshire House en Piccadilly. La “Puerta del Cielo” es un trampantojo de 18 metros de altura situado en la colina Sidown, construida en 1731, se cree, por el 9º Conde de Pembroke. Esta se derrumbó poco después.
La especie híbrida de acebo Ilex x altaclerensis (acebo de Highclere) fue desarrollada aquí en 1835 uniendo el Ilex perado con el acebo local Ilex aquifolium.
En 2009 fue utilizado para rodar interiores y exteriores de la serie británica Downton Abbey, de gran éxito.

## Exposición
El castillo alberga una Exposición Egipcia, traída de Egipto por el egiptólogo Howard Carter, en 1922 cuando encontró la tumba del faraón egipcio Tutankamón con el patrocinio de George Herbert, 5.º Conde de Carnarvon. El conde era un entusiasta egiptólogo amateur, y patrocinó desde 1907 las excavaciones en las tumbas de los nobles en Deir el-Bahari (Tebas).

## Películas y televisión
- El exterior y el salón principal aparecen en la película que narra la historia de Barbara Hutton, Pobre niña rica.
- El salón aparece en la película Las cuatro plumas protagonizada por Heath Ledger.[6]
- El exterior aparece como la casa de lord Graves en la película el Rey Ralph.[7]
- Totleigh Towers, en la versión de TV de Jeeves and Wooster, fue representado por el castillo Highclere.
- Tomas de exteriores e interiores se usaron como la imponente Mistlethwaite Manor en el Hallmark Hall of Fame en la versión de 1987 del El jardín secreto.
- El salón fue usado como localización interior para la última película de Stanley Kubrick, Ojos bien cerrados .
- Es el decorado principal para la serie dramática de época de la televisión británica Downton Abbey, como consecuencia de lo cual The Tatler se refirió a la zona en torno a Highclere como "Downtonia".[8]
- Hizo las veces de la residencia del 23.º conde de Leete en el biopic dramatizado de 1992, A Sense of History, de Jim Broadbent y Mike Leigh.
- También sirvió como la Mansión Wayne en casi todas las películas de Batman, Batman (1989), Batman Returns (1992), Batman Forever  (1995), Batman y Robin (1997), Batman Begins (2005) y The Dark Knight Rises (2012).